# Hieroglyphus
Genre
Hieroglyphus est un genre d'insectes orthoptères de la famille des Acrididae.

## Distribution
Les espèces de ce genre se rencontrent en Afrique et en Asie.

## Liste des espèces
Selon Orthoptera Species File (30 octobre 2018) :
- Hieroglyphus acuticercus Kumar & Usmani, 2015
- Hieroglyphus africanus Uvarov, 1922
- Hieroglyphus akbari Riffat & Wagan, 2012
- Hieroglyphus annulicornis (Shiraki, 1910)
- Hieroglyphus banian (Fabricius, 1798)
- Hieroglyphus concolor (Walker, 1870)
- Hieroglyphus daganensis Krauss, 1877
- Hieroglyphus indicus Mason, 1973
- Hieroglyphus kolhapurnesis Swaminathan, Swaminathan & Nagar, 2017
- Hieroglyphus nigrorepletus Bolívar, 1912
- Hieroglyphus oryzivorus Carl, 1916
- Hieroglyphus perpolita (Uvarov, 1933)
- Hieroglyphus tonkinensis Bolívar, 1912

## Publication originale
- Krauss, 1877 : Orthopteres vom Senegal, gesammelt von Dr. Franz Steinduchner. Sitzungsberichte der Österreichischen Akademie der Wissenschaften. Mathematisch-Naturwissenschaftliche Klasse (Abt. 1). vol. 76, no 1, p. 29-63  (texte intégral).